# Tiefo (köping i Kina, Sichuan, lat 29,78, long 104,61)
Tiefo (kinesiska: 铁佛镇, 铁佛) är en köping i Kina. Den ligger i provinsen Sichuan, i den sydvästra delen av landet, omkring 110 kilometer sydost om provinshuvudstaden Chengdu.
Genomsnittlig årsnederbörd är 1 330 millimeter. Den regnigaste månaden är juli, med i genomsnitt 290 mm nederbörd, och den torraste är december, med 13 mm nederbörd.